# One Raffles Place
One Raffles Place, anteriormente Overseas Union Bank Centre o OUB Centre es un rascacielos de 63 plantas y 280 metros (919 pies) en Singapur, completado en 1988. Comparte el título del edificio más alto junto con el UOB Plaza One y Republic Plaza. Fue el edificio más alto del mundo fuera de Norteamérica en el momento de su finalización en 1986, hasta que fue sucedido por el Bank of China Tower. 280 metros (919 pies) es la altura máxima permitida por la autoridad aeronáutica nacional (National Aviation Authority). El edificio se encuentra en el centro de la ciudad en la zona conocida como Raffles Place.

## Arquitectura
- El edificio consta de dos estructuras triangulares con un pequeño espacio entre ellas.
- El marco de acero permite espacio de oficina libre de columnas.
- El piso es de losa de hormigón armado compuesto de una cubierta de acero.
- Aparcamiento, zonas comercial, y un enlace al sistema del Metro de Singapur se pueden encontrar por encima y por debajo del suelo.
- La torre está revestida por una aleación de aluminio tratada químicamente que cambia de color junto con la luz que refleja.
- Diseños cuadrados y circulares perforan la fachada del edificio.

## Futuro
Una nueva torre comercial se está construyendo junto a la torre existente. La torre nueva que se abrirá en 2011 y contara con 38 pisos. Al término de la nueva torre el complejo pasará a llamarse One Raffles Place.

## Imágenes

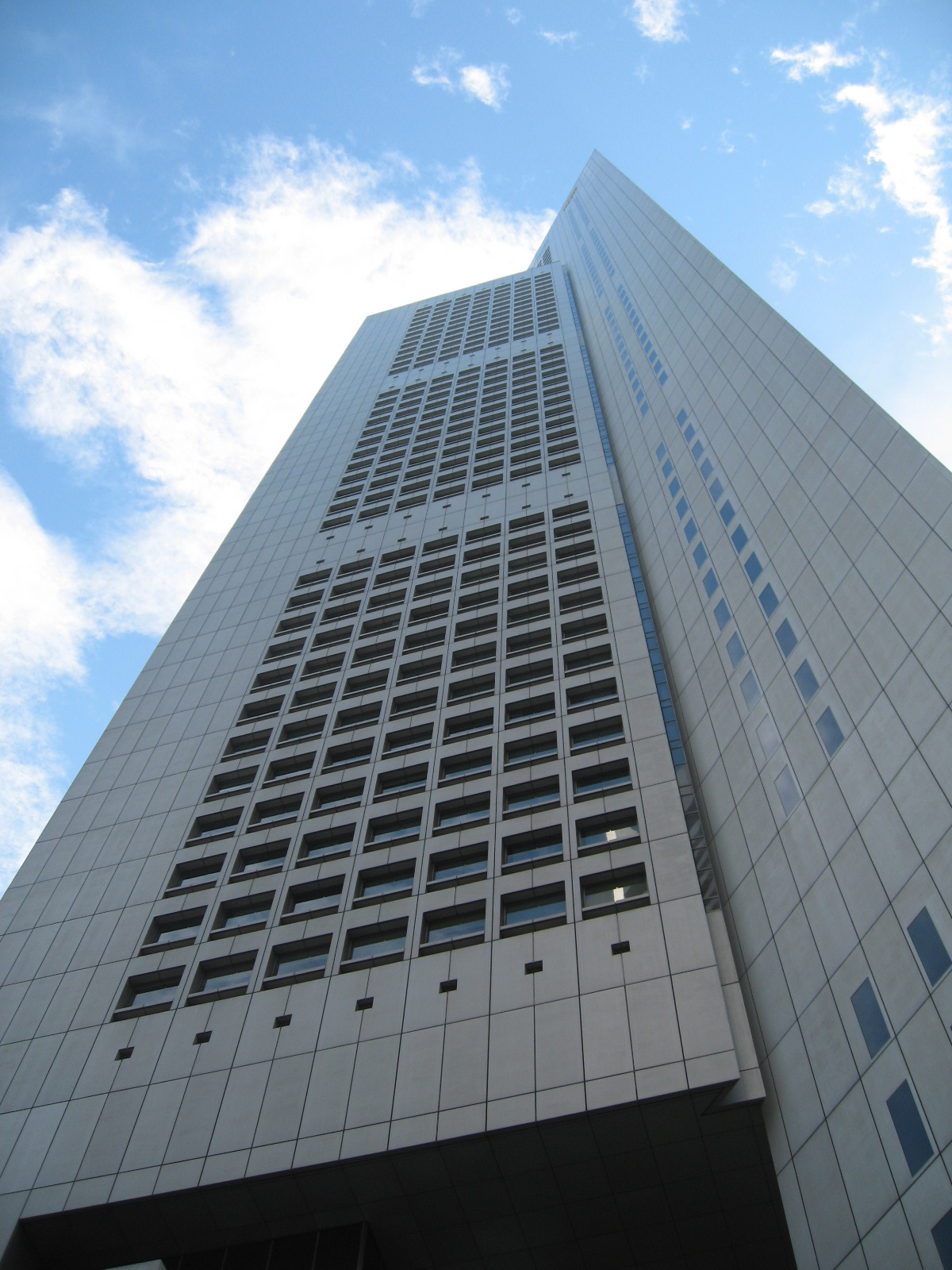
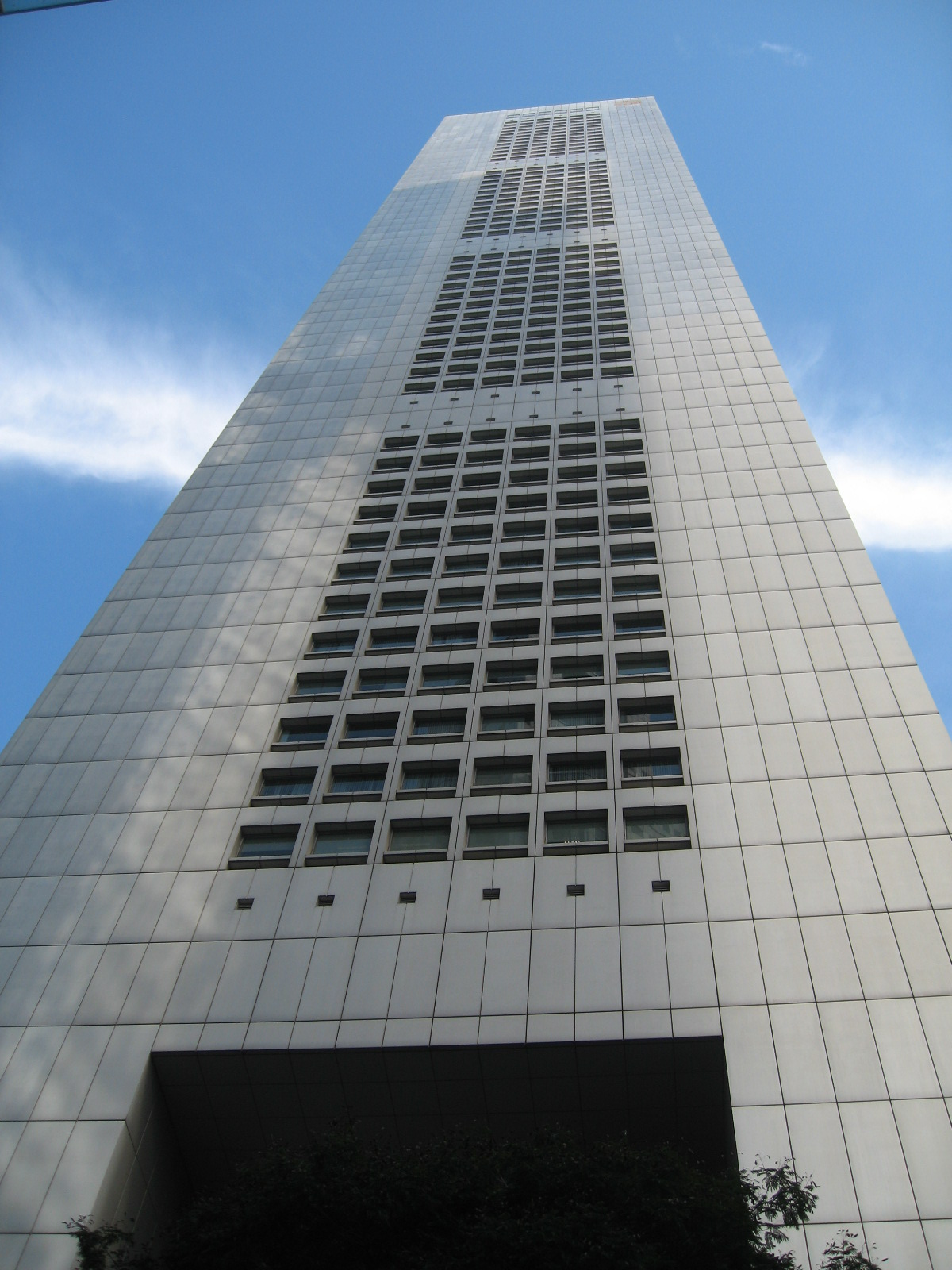
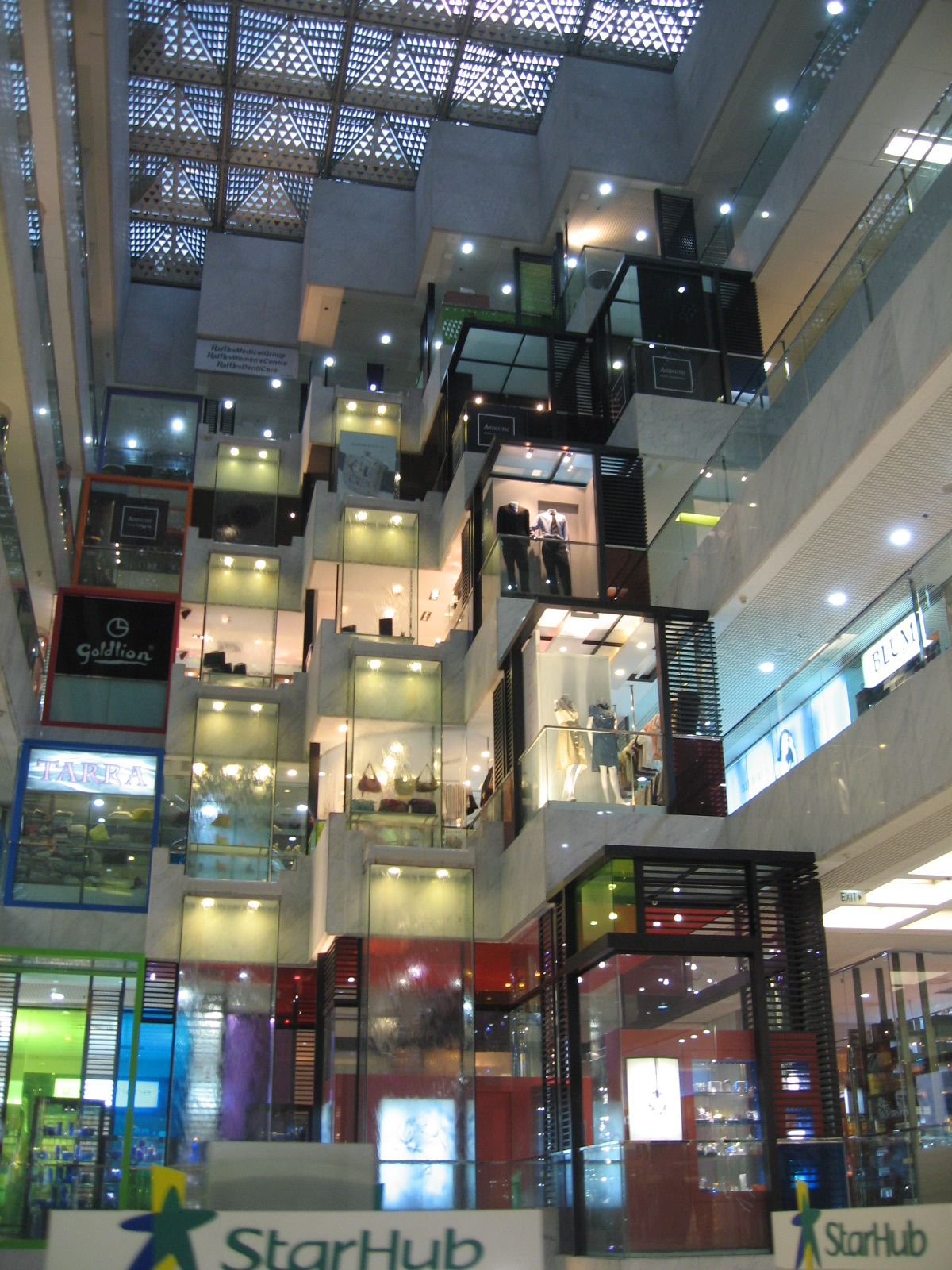
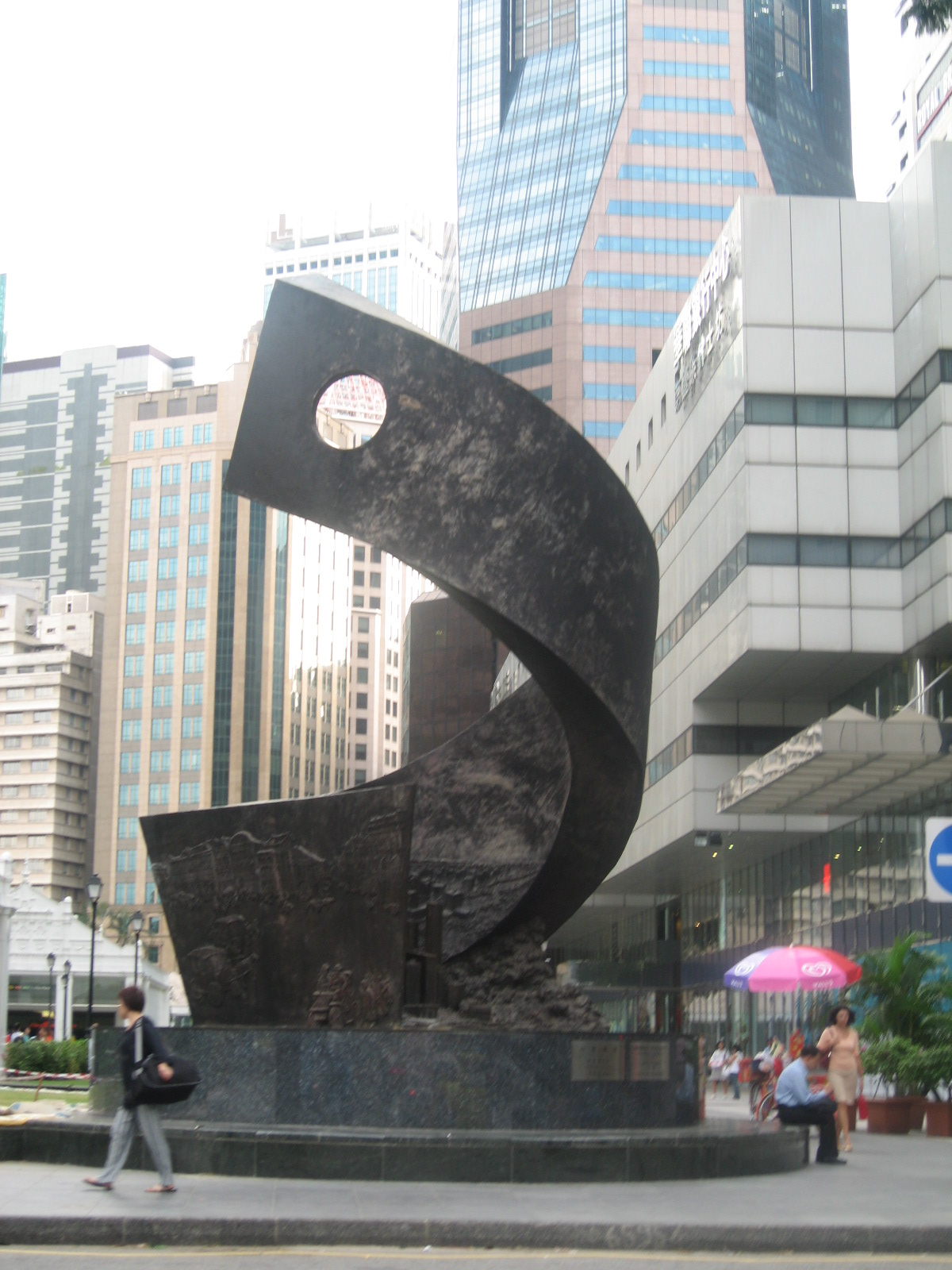